# Application coordonnée de comptabilisation, d'ordonnancement et de règlement de la dépense
Pour les articles homonymes, voir Accord.
ACCORD (Application coordonnée de comptabilisation, d'ordonnancement et de règlement de la dépense) a été un projet interministériel lancé par l'État français en 1996 visant à intégrer au sein d'un système d'information unique l'ensemble des acteurs financiers de la comptabilité publique des ministères et de leurs services déconcentrés (gestionnaires, comptables, ordonnateurs, contrôleurs financiers) pour le pilotage des dépenses de l'État.
L'application ACCORD remplace 68 applications et couvre également une partie des fonctionnalités qui étaient jusqu'alors assurées par les applications de gestion propres à chacun des ministères. ACCORD a été remplacée par l'application Chorus en 2009.
Le projet a été piloté par l'Agence pour l'Informatique Financière de l'État (AIFE).

## Calendrier
- 20 décembre 1999 : L'application ACCORD est officiellement ouverte[2].
- juin 2001-décembre 2003 : Le déploiement de la première version de l'application, appelée ACCORD 1, est réalisé dans douze ministères.
- Les changements fondamentaux introduits par la loi organique relative aux lois de finances (LOLF)[3] qui prend effet en 2006 nécessitent d'adapter les applications financières existantes, et en particulier Accord. Le projet ACCORD 2 est lancé.
- 2004 : Les trois ministères restants (Défense, Affaires étrangères, Agriculture) sont raccordés, au printemps 2004, à une version à l'état de l'art de l'application, appelée ACCORD 1 bis. Dès lors, les 7 000 acteurs de la dépense centrale utilisent l'application ACCORD, conformément au calendrier initial du projet. Pendant ce temps, ACCORD 2 est un échec : la dernière version de l'appel d'offres correspondant est rejetée par la commission d'appel d'offres informatiques en raison de la fragilité juridique du montage retenu et des défauts techniques du projet.
- 2006 : ACCORD LOLF, nouveau nom officiel du palier 2006, est déployée dans toutes les administrations centrales pour la gestion 2006.
- 2009 : ACCORD LOLF est remplacée par l'application Chorus, mise en place progressivement dans les services à compter du 1er janvier 2009.

## Premiers bilans de la mise en œuvre
Il est prévu une évaluation annuelle par la Cour des comptes de la mise en œuvre de la LOLF.
Le rapport annuel 2006 de la Cour des comptes portant sur l'exercice 2005, avant la première année de mise en œuvre de la LOLF, a fait état d'une grande difficulté à évaluer des actifs de l'État, particulièrement les immobilisations incorporelles qui correspondent notamment aux équipements informatiques. Cet état des lieux a été confirmé fin 2006 par le rapport Lévy-Jouyet sur l'économie de l'immatériel.